# Confusion et diffusion
Pour les articles homonymes, voir Confusion et Diffusion.
En cryptologie, confusion et diffusion sont deux propriétés dans une méthode de chiffrement qui ont été identifiées par Claude Shannon dans son document Communication Theory of Secrecy Systems publié en 1949.
D'après la définition originale de Shannon, la confusion correspond à une volonté de rendre la relation entre la clé de chiffrement et le texte chiffré la plus complexe possible.
La diffusion est une propriété où la redondance statistique dans un texte en clair est dissipée dans les statistiques du texte chiffré. En d'autres termes, un biais en entrée ne doit pas se retrouver en sortie et les statistiques de la sortie doivent donner le moins possible d'informations sur l'entrée. Des relations entre les bits en entrée et en sortie pourraient être utiles pour le cryptanalyste. Ce concept est lié à la notion plus moderne d'effet avalanche. Dans un chiffrement avec une bonne diffusion, l'inversion d'un seul bit en entrée doit changer chaque bit en sortie avec une probabilité de 0,5 (critère d'avalanche strict).
La substitution (un symbole du texte clair est remplacé par un autre) fut une première approche pour introduire la confusion (dans les chiffrements modernes, on utilise à cet effet des boîtes S). Quant à la permutation/transposition, elle augmente la diffusion. Les chiffrements utilisent pour cela des boîtes P. D'autres mécanismes peuvent être déployés, comme des transformations linéaires (par exemple dans Rijndael). Un chiffrement par produit combine des opérations pour garantir à la fois la diffusion et la confusion.